# Asistență rutieră
Asistență rutieră este un serviciu de service auto destinat autovehiculelor prin care companii specializate asigură intervenția rapidă în cazul unei defecțiuni tehnice a mașinii, motocicletei sau bicicletei și are ca scop repararea ei la locul incidentului. Dacă problema nu poate fi remediată pe loc se va apela la serviciul de tractări auto pentru transportarea vehiculului la un service auto.

## Oferirea serviciului de asistență rutieră
Numeroase firme specializate în tractări auto și asistență rutieră oferă serviciul de intervenție în schimbul unei sume de bani care se va plăti după remedierea defecțiunii.
Serviciul de asistență rutieră poate fi oferit si de compania de asigurări a vehiculului sau de firma de service auto în schimbul unei taxe anuale care se va calcula în funcție de tipul, marca si anul de fabricație a vehiculului, vârsta șoferului etc.
Unii fabricanți auto oferă serviciul de asistență rutieră gratis, pentru o perioadă de timp limitată, la cumpararea unui automobil.

## Asistență
Firmele de asistență rutieră intervin în situația în care este nevoie de tractare auto, vehiculul a rămas fără curent în baterie sau a apărut o defecțiune la motor, trebuie schimbat un cauciuc, vehiculul a rămas blocat în zăpadă sau a rămas fără combustibil.

## Tipuri de autospecializate pentru tractări
Majoritatea autospecializatelor folosite la tractări pot fi încadrate în trei categorii, în funcție de tipul platformei auto:
- Autospecializatele cu platformă cu troliu sunt vehicule dotate cu platformă pe care remorcarea autovehiculului se face cu ajutorul unui troliu electric sau hidraulic. Autovehiculul este agățat cu un cablu din oțel și tractat pe platformă cu ajutorul troliului acționat de un motor amplasat, de obicei, în spatele cabinei șoferului.
- Autospecializatele cu platformă cu macara sunt vehicule a căror platformă este dotată cu o macara, autovehiculele fiind ridicate pe platformă cu ajutorul unor chingi și nu tractate. Este recomandată folosirea lor atunci când autovehiculul avariat nu poate fi deplasat pe roți, când există probleme la caseta de direcție sau cutia de viteze sau atunci când proprietarul a pierdut cheile mașinii.
- Autospecializatele cu cârlig sunt vehicule care blochează roțile din față sau din spate a mașinii și le ridică ușor, astfel încât mașina va fi tractată pe roțile neblocate. Această intervenție se recomanda mașinilor cu sistemul de directie avariat.

## Măsuri de siguranță
Înainte de a permite tractarea autovehiculului avariat este bine să vă asigurați că:
- Autospecializata pentru tractări nu depașește masa maximă autorizată înscrisă în talon. Pentru a fi sigur de acest lucru trebuie să adunați greutatea autovehicului tractat la masa proprie a autospecializatei, înscrisă de asemenea în talon.
- Autospecializata pentru tractări deține o asigurare de răspundere a cărăușului pentru marfa transportată (CMR).

## Legături externe
- Legislație rutieră, politiaromana.ro